# BCmot 478
A BCmot380 és 381 (1928-tól BCmot 478 és 479) két darab, a Schlick gyárban gyártott kísérleti dízel-mechanikus motorkocsi volt a MÁV-nál.

## Története
A közúti villamos motor- és pótkocsik gyártójaként ismert budapesti Schlick-Nicholson Gép-, Waggon- és Hajógyár Rt. vagonépítési részlege 1927 és 1928 között készített két darab kéttengelyes dízelüzemű motorkocsit, miközben 1927-ben tíz darab BCx 44 135–44 144 pályaszámú, Ganz tervezésű pótkocsi gyártásával is részt vettek a MÁV mellékvonal dízelesítési programjában.
A két motorkocsi eltérő felépítéssel készült, az eredetileg BCmot 380, majd 1928-tól BCmot 478 pályaszámú 11 304 mm hosszú, 7000 mm tengelytávolságú, 890 mm kerékátmérőjű, 21,7 t tömegű és 12 t legnagyobb tengelyterhelésű, szabványos vonó- és ütközőkészülékes motorkocsi volt. A gőzfűtésű, villamosvilágítású, akkori szóhasználat szerint vasvázas gyorskocsi két utastermét paravánfallal választották el egymástól, a 2. osztályú utasteremben húsz, a 3. osztályúban harminc, illetve három pótülést alakítottak ki.
A motorkocsi erőforrása a német MAN hathengeres, kompresszor nélküli, 110 mm furatú és 180 mm löketű, 1100 1/min fordulatszámon 75 LE (55 kW) teljesítményű dízelmotorja volt, amelyet az alváz alatti keretre függesztettek, így a motor az utastérből nem vett el helyet. A forgattyústengely gördülőcsapágyas volt.
A motorkocsiba a német Zahnradfabrik Friedrichshafen (ZF) cég Soden-rendszerű szinkronizált, ötfokozatú mechanikus sebességváltója került. Az egyes sebességfokozatok kapcsolása pneumatikus vezérlőegység segítségével dörzshajtás és körmöskapcsoló segítségével történt. A kézzel is kapcsolható fokozatokkal a motorkocsi legnagyobb sebessége fokozatonként 9,5, 15,5, 25,5, 43 és 70 km/h lehetett.
A BCmot 478 pályaszámú járműnek a Rónai Gyula, MÁV főfelügyelő által tervezett különleges futóműfelfüggesztése olyan jól sikerült, hogy a motorkocsiban még 78 km/h sebességnél is lehetett írni. E konstrukció hátránya a nagy tömeg volt, ezért nem terjedt el.
A BCmot 381, később BCmot 479 pályaszámú motorkocsi 1020 mm kerékátmérővel, 22,2 t tömeggel épült, legnagyobb sebessége 55 km/h volt. A 2. osztályon tíz, a 3. osztályon harminckét ülőhelyes motorkocsi az előzővel megegyező, csak merőlegesen beépített dízelmotor kapott. A hajtásrendszerbe Maschienenfabrik Esslingen gyártmányú sebességváltót építettek be, a négyfokozatú sebességváltóban az olajnyomással működő, kettős kúpos szerkezettel a fogaskerekek állandóan kapcsolódtak. Az 1100 1/min fordulatszámon az elérhető sebesség egyes fokozatokban 14,2, 34,6, 45,2 és 54,2 km/h volt. A kúpkerekes irányváltót a tengelyhajtással egybeépítették, irányváltáskor a kúpkerékház a tengelyen elmozdult, amíg a kardántengely végén levő kis kúpkerék és a tányérkerék összekapcsolódott.
A BCmot 380 motorkocsi hatósági vizsgáját 1927. november 12-én tartották. A jármű 1928. február 4-én a tapolcai fűtőház állagába került, és egy pótkocsival Keleti pályaudvar–Tapolca között, az 1137/1126 számú viszonylatban közlekedett. A MÁV talán így akart az észak-balatoni vonalon a Duna–Száva–Adria Vasút dél-balatoni vonalán közlekedő sínautóbuszaival konkurálni.
A Schlick-féle motorkocsik a forgalomban nem váltak be, a BCmot 478 csak 14 000 km futásteljesítményt ért el, a BCmot 479 pedig csak egy próbaúton volt. A MÁV eredetileg négy ilyen motorkocsi beszerzését helyezte kilátásba, de a prototípusok rossz üzemi eredményei miatt a továbbiakban Ganz járműveket, feltehetőleg a BCmot 375 és 376 pályaszámúakat rendelte meg.